# Ruelle de l'Abreuvoir (Strasbourg)
Pour les articles homonymes, voir Ruelle de l'Abreuvoir.
Ne doit pas être confondu avec Rue de l'Abreuvoir (Strasbourg).
La ruelle de l'Abreuvoir (en alsacien : Traenkgässel) est une voie de Strasbourg rattachée administrativement au quartier Centre. 

## Situation et accès
Elle va du no 8 de la rue des Veaux à la passerelle de l'Abreuvoir, qui franchit l'Ill pour rejoindre le quai des Bateliers à la hauteur du no 34. Fermée aux voitures, elle est dotée d'une piste cyclable,. 

## Origine du nom
Avant la construction de la passerelle métallique en 1905, au moment de l'élargissement du quai des Bateliers, la ruelle donnait sur la berge de l'Ill servant d'abreuvoir aux chevaux.

## Historique

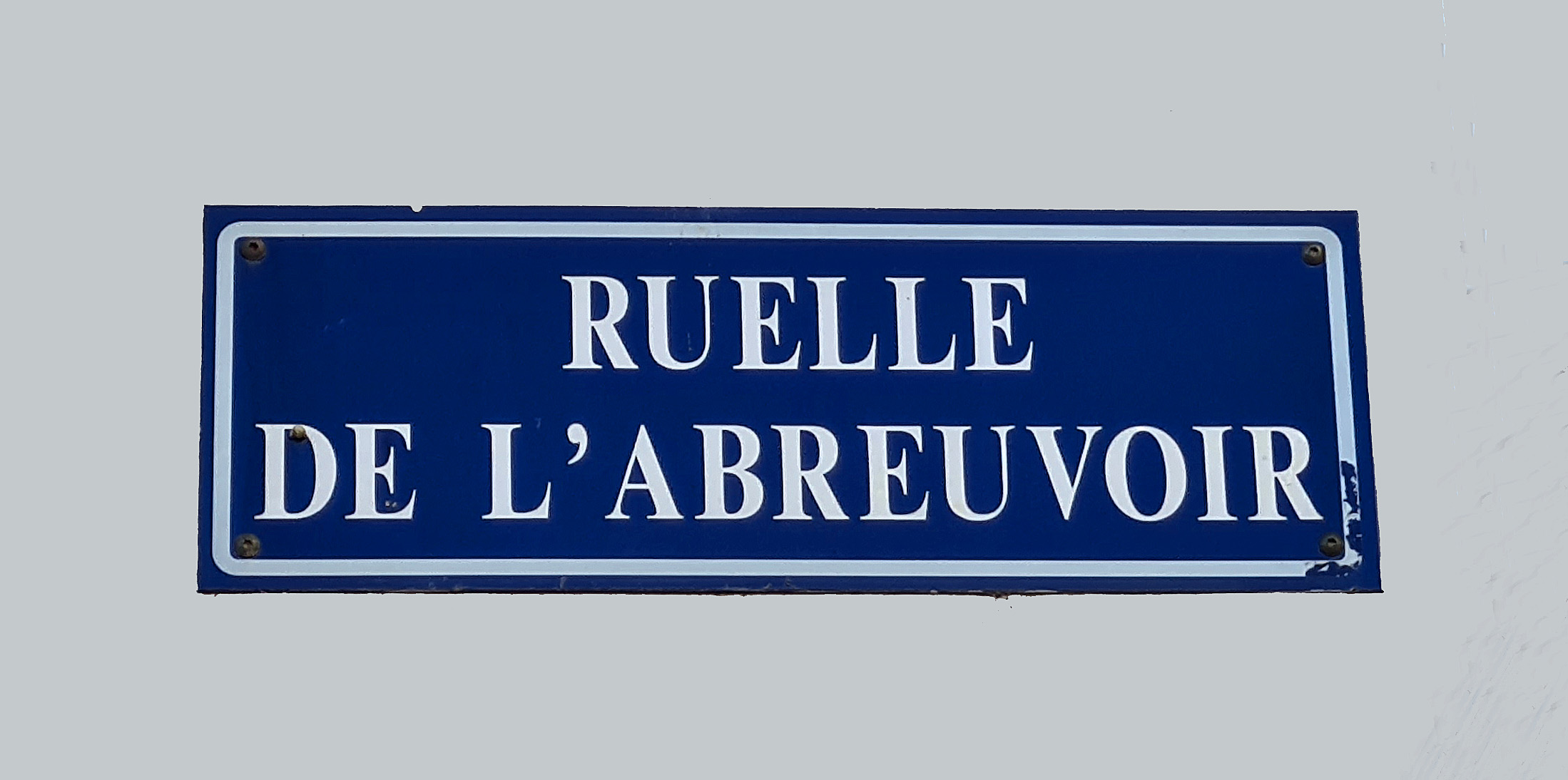
Plaque.

Au fil des siècles, la petite rue a porté successivement différents noms, en allemand ou en français : Drenkgesselin (du XVe au XVIIIe siècle), rue de l'Abreuvoir (1792), rue du Réveil (1794), petite rue de l'Abreuvoir (1817), Tränk-Gässlein (1817), ruelle de l'Abreuvoir (1849), impasse de l'Abreuvoir (1856), petite rue de l'Abreuvoir (1858), Tränkgässchen (1872, 1940), impasse de l'Abreuvoir (1918), ruelle de l'Abreuvoir (1920, 1945).

## Bâtiments remarquables et lieux de mémoire
Du côté pair, elle longe les bâtiments de l'école maternelle Louis-Pasteur.
no 1La façade néo-classique de cet édifice du XIXe siècle donne sur la rivière, à l'entrée de la passerelle.
Un vaste immeuble construit vers 1768, partiellement reconstruit au lendemain de la Seconde Guerre mondiale, puis rénové en 1979, forme l'angle avec le no 8 de la rue des Veaux.

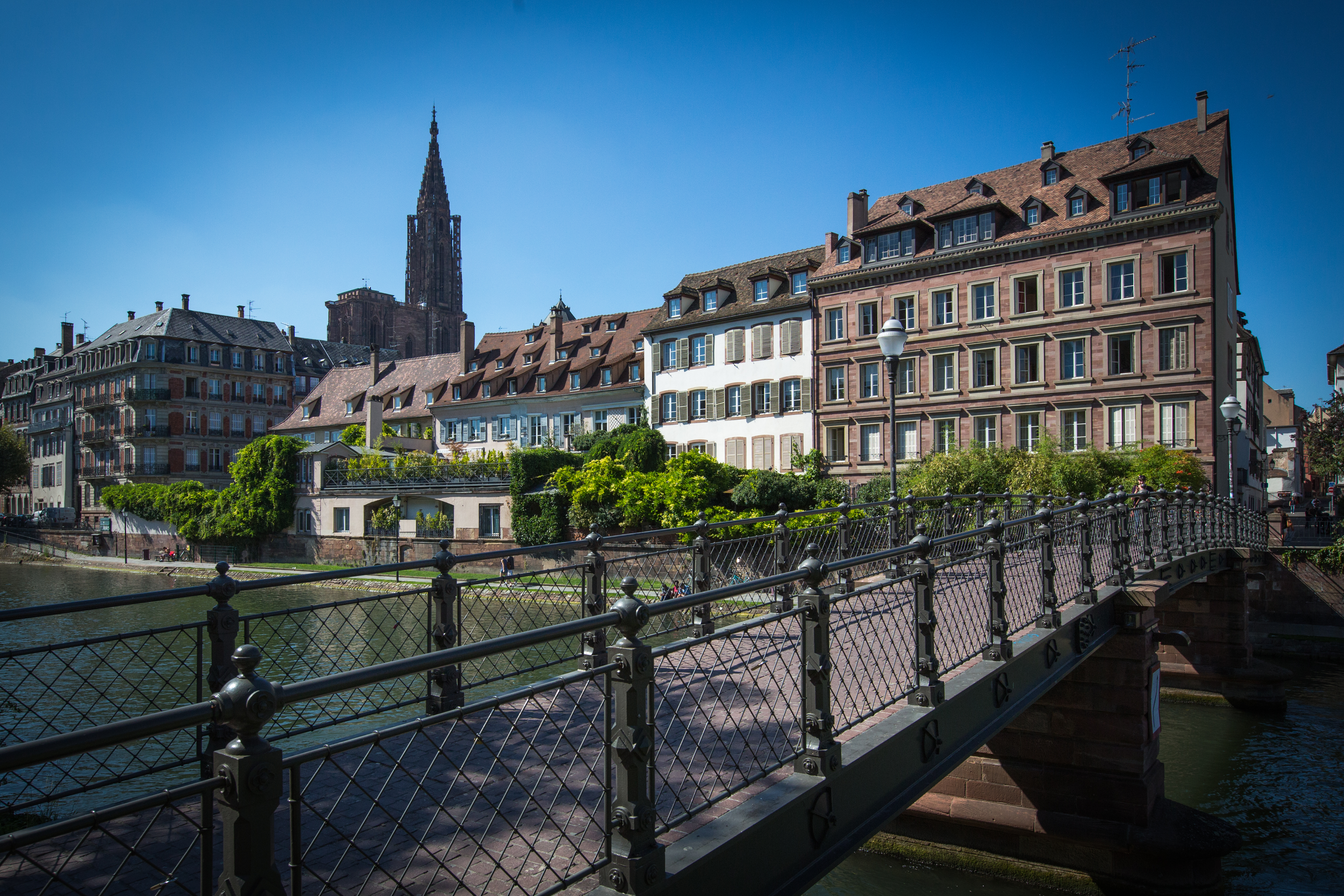
Façade du no 1.
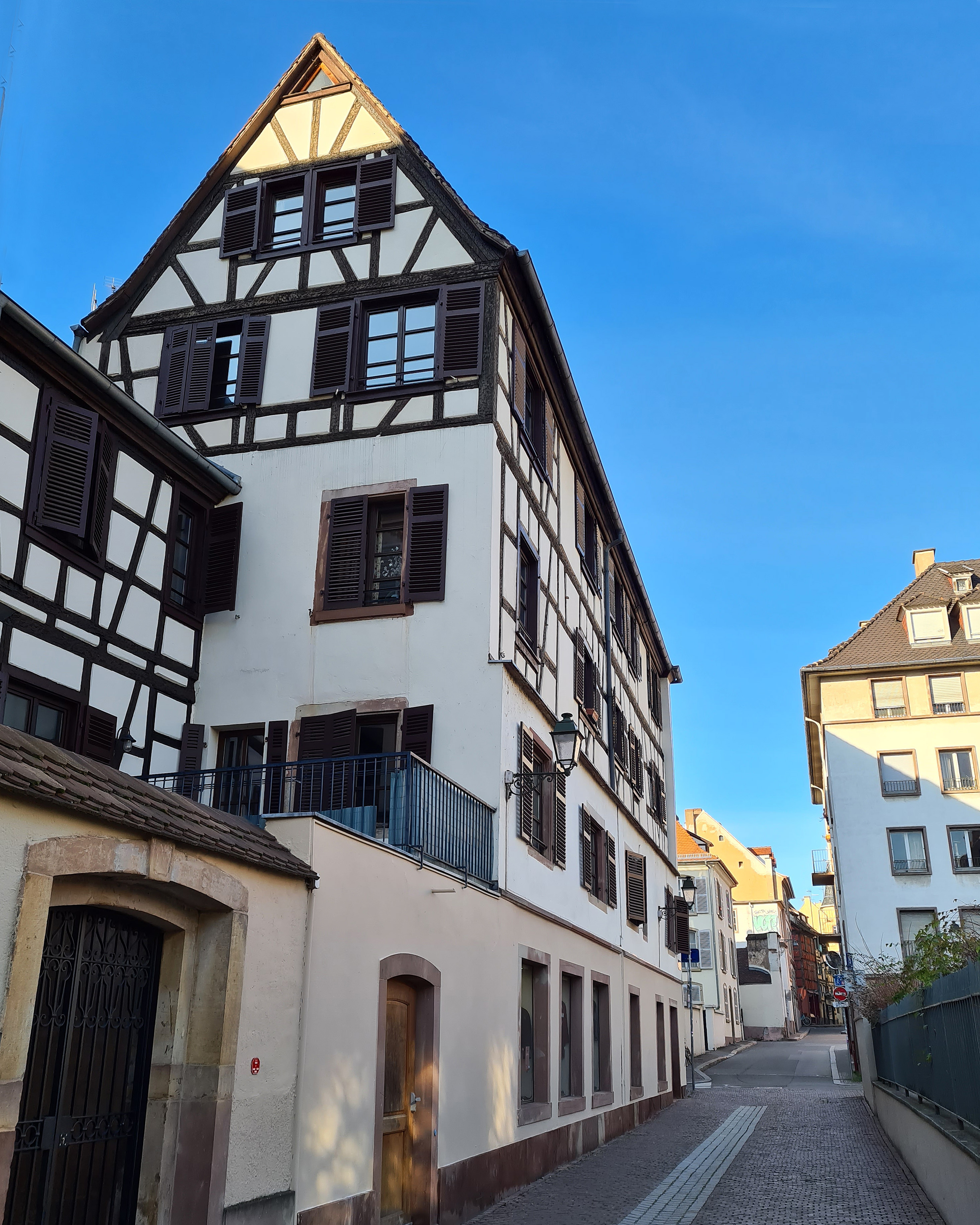
Maison à colombages.
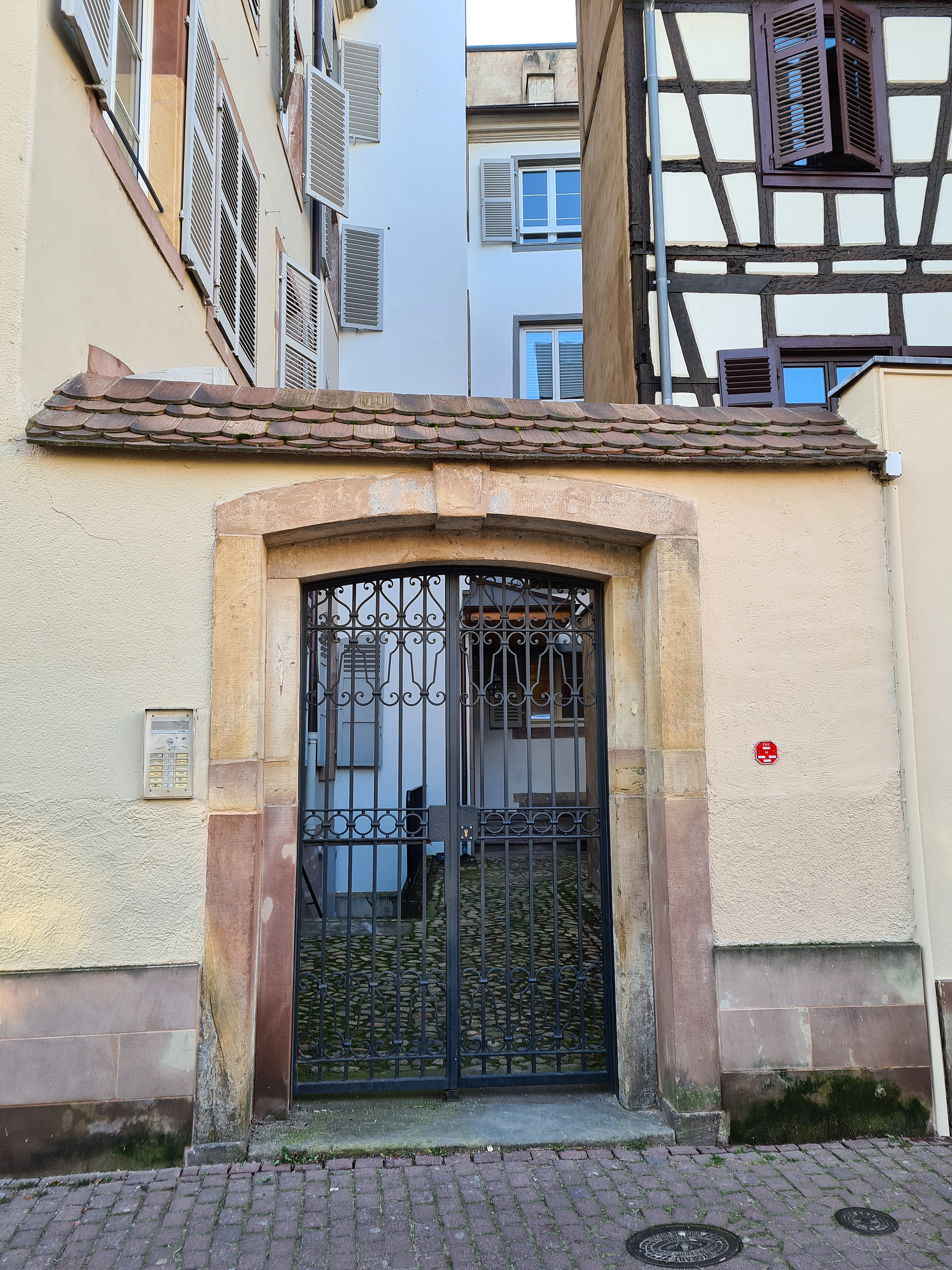
Porte d'entrée.
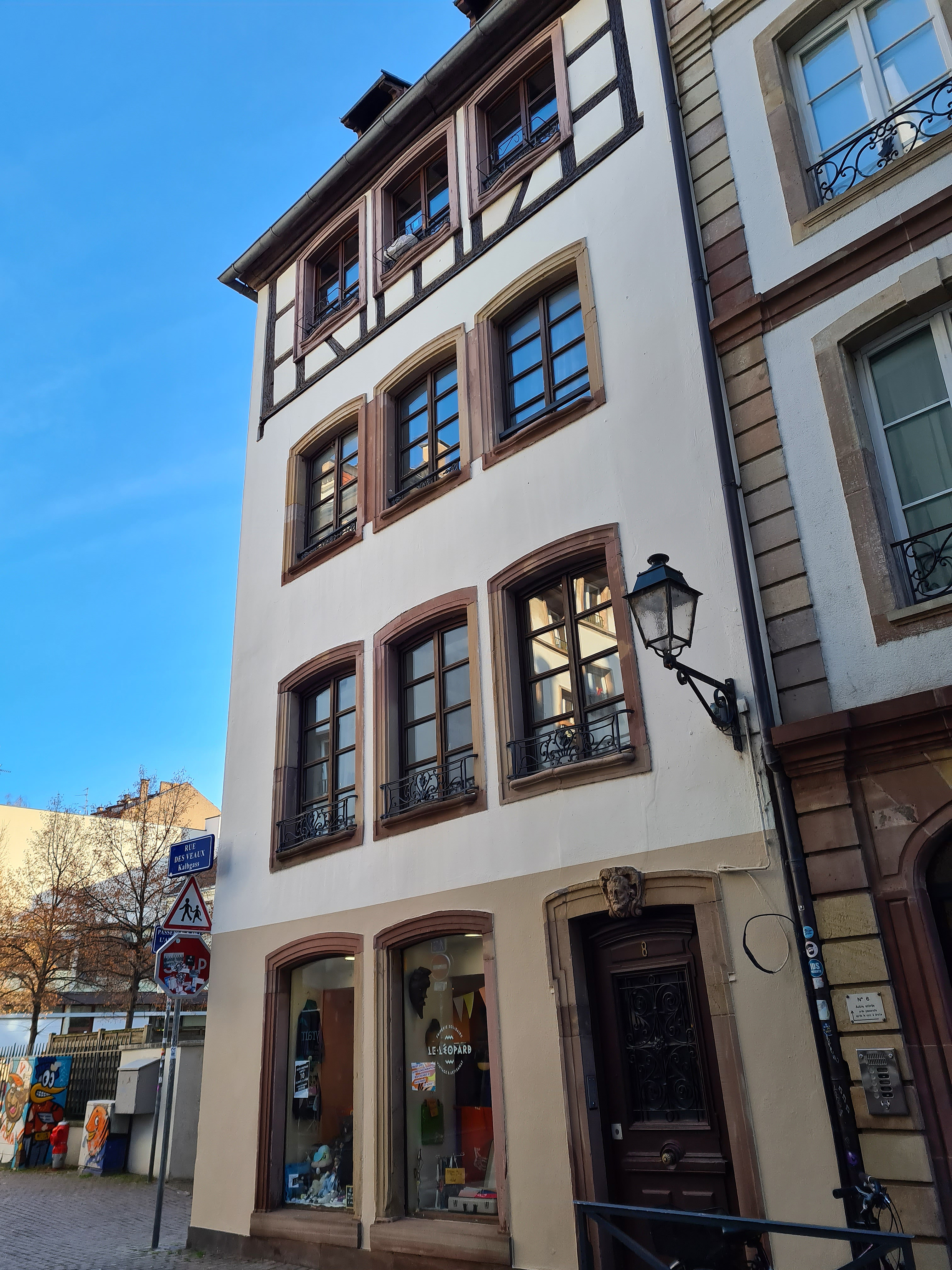
Angle avec le no 8 de la rue des Veaux.